# Christoph Bernhard von Galen
Christoph Bernhard Freiherr von Galen (ur. 12 października 1606, zm. 19 września 1678) – książę biskup Münster.
Pochodzący ze szlacheckiej westfalskiej rodziny Bernard po stracie rodzinnego majątku przyjął święcenia kapłańskie, co w przyszłości nie przeszkodziło mu aktywnie walczyć po stronie cesarza w czasie wojny trzydziestoletniej.
W roku 1650 przejął po arcybiskupie Kolonii Ferdynandzie Bawarskim biskupstwo Münster. Wkrótce po objęciu władzy nad biskupstwem zmierzyć się musiał z niezwykle groźnym powstaniem znacznej części niezadowolonych mieszkańców Münster. Wojowniczy biskup utrzymywał bardzo silną armię, co sprawiało, że musiano się z nim liczyć w Europie. Dzięki silnej armii z łatwością skruszył powstanie i zapanował nad sytuacją w biskupstwie. W 1651 r. na polecenie Bernarda von Galena, który drogę również pokonał, odbyła się pierwsza pielgrzymka piesza do obrazu Matki Boskiej Bolesnej w Telgte. Położył podwaliny pod system oświaty na terenie biskupstwa i przyczynił się do jego rozwoju.
W roku 1664 wybrano go na jednego z kierowników cesarskiej armii wystawionej do walki z Turkami. Po bitwie pod Szentgotthárd zawarto pokój i chciwy przygód wojennych biskup natychmiast skierował swą armię na pomoc walczącemu z Holandią królowi Anglii Karolowi II. Dopiero interwencja króla Francji Ludwika XIV i elektora Brandenburgii Fryderyka Wilhelma zmusiły go do zawarcia pokoju w 1666 roku.
Ale sześć lat później sytuacja zdecydowanie zmieniła się i biskup von Galen mógł wreszcie pofolgować swojej wojowniczej naturze. Znów uderzył na Holandię, ale tym razem w sojuszu i przy pełnym błogosławieństwie Ludwika XIV. Niezbyt długo utrzymał się jednak w wierności dla Francji i już wkrótce opowiedział się po stronie cesarza Leopolda I. Gdy w wielkiej ogólnoeuropejskiej wojnie znanej pod nazwą wojny Francji z koalicją przeszedł na stronę cesarską, wspólnie z Danią i Brandenburgią skierował swe siły przeciwko sprzymierzonej z Francją Szwecji, dokonując podboju księstwa Bremy. Wkrótce po tym wyczynie zmarł 19 września 1678 w Ahaus.
Podczas swego panowania Galen pokazał się jako gorliwy zwolennik reform w Kościele katolickim. Jednak zamiast reformie kościoła, większość czasu poświęcał na powiększanie swej potęgi i prestiżu.